# William Cullen
William Cullen (Hamilton, Lanarkshire, 15 de abril de 1710-Edimburgo, 5 de febrero de 1790) fue un médico y químico escocés. Acuñó la palabra neurosis, término que fue el primero en utilizar en 1769.

## Biografía
Cullen cursó estudios superiores en la Universidad de Glasgow hasta 1726, para posteriormente estudiar medicina en la Universidad de Edimburgo (1734) y doctorarse en medicina en 1740 por la Universidad de Glasgow. Obtuvo un premio en química en 1747 y fue elegido presidente Decano de la facultad de cirujanos de Glasgow en 1751.
En 1751 obtuvo la cátedra de Medicina de la Universidad de Glasgow y en 1755 empezó a trabajar como profesor de química y medicina en la Universidad de Edimburgo, obteniendo la cátedra de Medicina en Edimburgo en 1766.
En 1773 se le nombra Primer Médico del rey en Escocia, título honorífico. Ese mismo año es elegido presidente del Real Colegio de Médicos de Edimburgo. En 1777 ingresa en la Real Sociedad de Londres, y seis años más tarde contribuye a la fundación de la Real Sociedad de Edimburgo.

## Aportaciones a la medicina
Asoció el concepto de carga y descarga en los cuerpos sometidos a electricidad y lo aplicó al cerebro en el sentido de mayor o menor energía (excitación y agotamiento) cerebral. A partir de entonces se relacionó a la melancolía con un estado de menor energía cerebral. Lo que hoy llamamos hipoergia o, más radicalmente, anergia.

## Neurosis
Cullen acuñó el concepto de neurosis, uno de los más influyentes en la psiquiatría y psicología de los siglos posteriores. Se vio influido por Newton que le hizo tener una interpretación vitalista del concepto de enfermedad. Cullen consideró que lo que él llamó «irritabilidad» del sistema nervioso se asociaba al tono general del organismo, estando ambos determinados por un fluido que supuestamente llenaría el sistema nervioso. 
Para Cullen la neurosis consistiría en irritabilidad, nerviosismo, estado de ánimo deprimido y otros síntomas similares producidos por la alteración del sistema nervioso o, en su propia terminología, de los fluidos neurales. 
Su concepción era parte de la llamada moda neurocéntrica que se dio en la segunda mitad del siglo XVIII y que conceptualizó los trastornos emocionales como alteraciones del sistema nervioso.